# 屋形船の女
『屋形船の女』 （やかたぶねのおんな） は、 日本テレビと近代映画協会によって制作され、日本テレビのドラマ枠で放送されたサスペンスシリーズである。全4回。主演は坂口良子。

## 概要
船宿・小松屋の若女将である志保子が、周辺で起きた事件を、家族や従業員たちの協力で解決してゆく、人情味の漂うサスペンスドラマ。
2003年から2004年までに3作品が「火曜サスペンス劇場」枠で放送された。第4作も同枠で放送するために2005年に製作されたが、諸般の事情でお蔵入りした。その後、同枠は新2時間ドラマ枠「DRAMACOMPLEX」に切り替わったため、同年12月18日に関東ローカルの臨時枠「冬のドラマスペシャル」で『隅田川の花嫁慕情』と改題の上で放送された。

## キャスト

### 船宿・小松屋
小松志保子
演 - 坂口良子
東京の下町・柳橋にある創業80年の船宿の若女将。
小松匠
演 - 杉本哲太
志保子の年下の夫。入婿。船宿を志保子と共に切り盛りしている。
岩倉源三
演 - 藤村俊二
従業員。
小松清美
演 - 草笛光子
志保子の母。元芸者。

### その他
坂下良男
演 - 畑山隆則
自転車屋。
小松雅美
演 - 新藤恵美（第1作・第2作）
和菓子屋。志保子の親戚。
坂下春子
演 - 駒塚由衣
良男の姉。

### ゲスト
第1作「隠し子認知に絡む隅田川殺人事件! 隠し子認知要求に潜む隅田川の殺意・嫉妬に狂う妻が魚拓から探る実父の正体と逃げた謎」（2003年）
- 丸山秀樹（旅行会社社長・みどりの夫） - 布施博
- 野田真由（早苗の娘・小学生） - 斉藤奈々
- 野田早苗（匠の元恋人） - 星遥子
- 竹田正隆（みどりの父） - 高松英郎
- 根本（隅田川警察署 刑事） - 荒木優騎
- 上田昌代（鳥羽の海女） - 吉本選江
- 丸山みどり（志保子の幼馴染） - 秋本奈緒美

第2作「恋の遺恨で放火殺害した男の出所 コスモスの押し花に秘める禁断の愛と悪夢の中の密約」（2003年）
- 高島千恵（高島造船 社長・孝太郎の妻） - 藤真利子
- 高島健一（千恵の息子・19歳） - 藤間宇宙
- 矢野啓子（高島造船 事務員） - 橘ゆかり
- 住職（相川の保護司） - 坂本長利
- 隅田川警察署 刑事 - 有福正志
- 屋形船の客 - 今井和子
- 高島造船 専務 - 笠井一彦
- 啓子の元夫 - 荒木優騎
- 高島孝太郎（高島造船 元社長・16年前の放火殺人事件の被害者） - 大村波彦
- 相川聖治（高島造船 元従業員・16年前の高島殺しの加害者・現在仮釈放中） - 夏八木勲
- 高山千草 ほか

第3作「隅田川を染める花火の競演に潜む殺意-暴発事故で父と聴力を奪われた姉妹の愛憎20年」（2004年）
- 立花純一（立花屋 主人・匠の幼馴染） - 渡辺いっけい
- 立花明（純一の弟） - 蟹江一平（少年時代：大澤佑介）
- 島田浩（純一の弟子・美佳の恋人） - 渡辺大
- 西本大介（青木煙火堂 花火師） - 大高洋夫
- 煙火芸術協会会長 - 平野稔
- 青木（千住煙火工業 社長） - 山西道広
- 沢田（晴海警察署 刑事） - 中根徹
- 工藤美佳（スナック「みみ」経営者・子供の頃の事故で耳が不自由） - 三船美佳
- 工藤光子（スナック「みみ」経営者・美佳の姉） - 藤田朋子
- 藤田宗久、曽川留三子、杉村暁 ほか

第4作「隅田川の花嫁慕情〜挙式直前婚約破棄された花嫁の父は消えた」（2005年）
- 吉野綾子（花枝の娘） - 岩崎ひろみ
- 谷本政志（綾子の婚約者） - 大浦龍宇一
- 裕美（「よしの」の芸者） - 小林麻子
- 須藤栄二（綾子の父親を名乗る男） - 井上博一
- 谷本（政志の伯父） - 森下哲夫
- 小泉孝（政志の実父） - 荒木優騎
- 吉野花枝（置屋「よしの」女将） - 山口果林
- 芸者 - 沢村ゆかり
- 谷本（谷本の妻） - 三谷侑美
- 横川（隅田川警察署 刑事） - 平泉成
- 吉沼寛二（小松屋で働くことになった男） - 高橋長英
- 若松俊秀 ほか

## スタッフ
- 脚本 - 下村優、外村朋子、重森孝子、松本美弥子
- 監督 - 下村優、吉本潤、吉川一義
- 音楽 - 川村栄二（第1作）、糸川玲子（第2作）、丸谷晴彦（第3作）
- 選曲 - 合田豊（第1作・第2作・第3作）、吉川清之（第4作）
- 助監督 - 武内孝吉
- 技術協力 - ビデオフォーカス
- 美術協力 - 東宝映像美術（第1作・第4作）、舞クリエーション（第2作）、アイ・アール（第3作）
- 企画 - 酒井浩至
- プロデューサー - 佐光千尋、金田和樹（第1作・第2作）、倉田貴也（第4作）、石坂久美男、里中哲夫、高橋秀明（第3作）
- チーフプロデューサー - 増田一穂、梅原幹
- 製作著作 - 近代映画協会

## 放送日程
| 話数 | 放送日         | サブタイトル                                                                                                   | 脚本                | 監督     |
| ---- | -------------- | --- | ------------------- | -------- |
| 1    | 2003年07月22日 | 隠し子認知に絡む隅田川殺人事件! 隠し子認知要求に潜む隅田川の殺意嫉妬に狂う妻が魚拓から探る実父の正体と逃げた謎 | 下村優 外村朋子     | 下村優   |
| 2    | 12月09日       | 恋の遺恨で放火殺害した男の出所 コスモスの押し花に秘める禁断の愛と悪夢の中の密約                                | 重森孝子 外村朋子   | 吉本潤   |
| 3    | 2004年08月31日 | 隅田川を染める花火の競演に潜む殺意 暴発事故で父と聴力を奪われた姉妹の愛憎20年                                  | 重森孝子 しゅう史奈 | 吉川一義 |
| 4    | 2005年12月18日 | 隅田川の花嫁慕情 挙式直前婚約破棄された花嫁の父は消えた                                                        | 下村優 松本美弥子   | 下村優   |